# Ruth Amiran
Ruth Amiran (hebräisch רות עמירן‎, geborene Ruth Brandstetter, רות ברנדשטטר‎; * 8. Dezember 1914 in Javne'el; † 14. Dezember 2005 in Jerusalem) war eine israelische Archäologin.

## Leben
Ruth Amiran wurde in der Moschawa Javne'el in Galiläa geboren. Ihr Vater Yehezkel Brandshteter emigrierte 1908 aus dem polnischen Tarnów (Galizien) nach Galiläa, wo er 1913 ihre Mutter Devora heiratete. Sie besuchte später die Schule in Haifa. An der Hebräischen Universität Jerusalem war Ruth Amiran 1933 eine der ersten Studentinnen der Archäologie. Ihren Abschluss erhielt sie dort 1939 mit ihrer Abhandlung The Pottery of Grar von Tell Jemmeh. Später arbeitete sie am Institut für Archäologie der Universität und ebenso im Department of Antiquities im Palestine Archaeological Museum. Felderfahrung sammelte Ruth Amiran u. a. bei Grabungen in Tell Gerisa unter Eleasar Sukenik und in Jaffa unter Philip Langstaffe Ord Guy. Später grub sie in Hazor unter Jigael Jadin. Ihr bedeutendstes Grabungsfeld war jedoch Tel Arad zusammen mit Yohanan Aharoni. Besonderes Augenmerk lag auf der Erforschung der frühbronzezeitlichen Siedlung. Amirans Buch über Ancient Pottery of the Holy Land (1963) zählt auch über 40 Jahre nach seiner Veröffentlichung noch zu den Standardwerken auf dem Gebiet. Im Jahr 1982 erhielt Ruth Amiran den Israel-Preis. 
Ihr Mann David Amiran (1910–2003), ein Geograph, hatte den Israel-Preis 1977 für seine geographischen Studien erhalten.
Ruth Amiran starb am 14. Dezember 2005 in Jerusalem im Alter von 91 Jahren.

## Veröffentlichungen (Auswahl)
- The Ancient Pottery of Eretz Yisrael from its Beginnings in the Neolithic Period to the End of the First Temple. Jerusalem, Bialik Institute/Israel Exploration Society 1963.
- Early Arad 1: The Chalcolitic Settlement and Early Bronze City. First-fifth Seasons of Excavations 1962-1966. Jerusalem, Israel Exploration Society 1978.
- Early Arad 2: The Chalcolitic Settlement and Early Bronze IB Settlements and the Early Bronze II City. Sixth to Eighteenth Seasons of Excavations 1971-1978, 1980-1984. Zusammen mit Ornit Ilan. Jerusalem, Israel Exploration Society 1996. ISBN 965-221-031-5
- Arad. Eine 5000 Jahre alte Stadt in der Wüste Negev, Israel. Eine Ausstellung des Israel-Museums in Jerusalem in Zusammenarbeit mit dem Hamburger Museum für Archäologie und die Geschichte Harburgs - Helms-Museum. Mit einem Beitrag von Wolfgang Helck. Hrsg. von Ralf Busch. Neumünster, Wachholtz 1992.